# Upper Skagit
Die Upper Skagit sind ein im Nordwesten des US-Bundesstaats Washington lebender indianischer Stamm. Ihr ursprüngliches Wohngebiet lag am oberen Skagit River und umfasste zehn Dörfer. Der Name Skagit („People Who Hide“ – „Leute, die sich verstecken“) für die eng verwandten Upper Skagit und Lower Skagit (Whidbey Island Skagit) rührt daher, dass diese immer wieder flussaufwärts entlang des Skagit Rivers Schutz vor Sklavenjagden der mächtigen Haida aus dem Norden oder der Klallam (S'Klallam) von der anderen Seite des Puget Sound suchten. Insgesamt bildeten sie 11 Gruppen, die gelegentlich als Bands bezeichnet werden. Im Jahr 2000 gab es 504 eingetragene Stammesmitglieder. Ein Großteil davon lebt in der Upper Skagit Reservation. Der Stamm umfasst heute vier der elf Stämme am Skagit River.
Ihr traditionelles Wohngebiet war das Gebiet zwischen dem heutigen Newhalem bis zur Flussmündung. Die Bedeutung des Namens ist unklar.

## Sprache
Die Upper Skagit sprechen einen Dialekt der südwestlichen Küsten-Salish, das Lushootseed. Am Skagit River grenzen zwei linguistische Gruppen aneinander, zum einen die North Straits Salish – dazu gehören die Klallam, Lummi, Samish und Semiahmoo – und zum anderen die Lushootseed, zu denen die Lower Skagit, Snohomish, Snoqualmie, Swinomish und die Upper Skagit gehören.
Das Lushootseed gehört zu den polysynthetischen Sprachen. Es ist reich an Konsonanten und verfügt über anderthalb so viele Laute wie eine europäische Sprache.

## Geschichte
Bereits um 6500 v. Chr. lässt sich menschliches Leben am Skagit River nachweisen, genauer in der heutigen Ross Lake National Recreation Area. In diesem Schutzgebiet sind Bäume noch zahlreich der Holzfällerei entgangen, so dass sich so genannte Culturally Modified Trees, also durch menschliche Einwirkung veränderte Bäume, nachweisen lassen, die indianische Gebrauchsspuren aufweisen. In ca. 1800 m Höhe fand I. C. Franck 1989 einen Baum mit solchen Spuren aus dem Jahr 1853 nebst einem Lagerplatz.
Wie alle Küsten-Salish führten die Upper Skagit saisonale Wanderungen in Abhängigkeit von Lachs, Wild und Vegetationszyklen durch. Diese führten dazu, dass nur im Winter feste Häuser bezogen wurden, die als Plankenhäuser bekannt sind. Mit ihren Kanus betrieben sie Handel entlang der Küsten, über diesen Handel schleppten sie aber auch europäische Krankheiten wie zum Beispiel die Pocken ein.
Der Stamm der Lower Nlaka'pamux (früher als Thompson bekannt) lebte in ihrer Nachbarschaft zwischen der Newhalem-Schlucht bis nach British Columbia hinein. Enge Beziehungen bestanden auch zu den Sauk und den Suiattle (Sauk-Suiattle). Die Beziehungen zu den Gruppen, die am unteren Skagit-Fluss lebten, waren weniger eng. Ostwärts bestanden darüber hinaus Beziehungen zu den Gruppen jenseits des Küstengebirges.

### Reservat
Durch das Donation Land Law von 1850 kamen europäische Siedler, denen im Oregon-Territorium Land zur Bewirtschaftung angeboten worden war, in das Gebiet der Upper Skagit.
Das heutige Reservat, die Upper Skagit Reservation, wurde den damals rund 300 Upper Skagit im Point-Elliot-Vertrag vom 22. Januar 1855 zugewiesen. Häuptlinge des Stammes der Upper Skagit gehörten zu den Unterzeichnern des Vertrages. Die Regierung behauptete jedoch, die Upper Skagit seien keine zusammengehörige Gruppe, sondern beständen nur aus einzelnen Dörfern. Damit wurde ihnen die Anerkennung als Stamm versagt.
Der religiöse Führer und Prophet Slaybebtkud, der von der Ostseite des Küstengebirges gekommen war, unterzeichnete den Vertrag von Point Elliot nicht. Er hatte in etwa zehn Dörfern Gefolgsleute und unterhielt gute Kontakte zu katholischen Missionaren, denen erstmals Taufen gelangen.
Landvermesser der Northern Pacific Railroad durchquerten 1870 das Land der Upper Skagit. Wie viele andere Stämme auch gerieten die Upper Skagit mit den Siedlern in Konflikt, als sie die Grabstätten ihrer Ahnen schützen wollten. Siedler brannten ein Dorf mit acht Langhäusern nieder. Zudem wurden Krankheiten eingeschleppt, und den Upper Skagit wurden Jagd- und Fischereirechte streitig gemacht. Bis 1877 verhinderte ein riesiger jamlog, ein Stau von Baumstämmen, rund 16 km oberhalb der Mündung des Skagit-Flusses die Schifffahrt. Erst nach drei Jahren gelang es Holzfällern, die Baumstämme zu lösen und den Fluss befahrbar zu machen. Damit war das Tor zur Besiedlung endgültig aufgestoßen. 1889 traf den Stamm eine Pockenepidemie, die so heftig war, dass zahlreiche Tote unbestattet blieben. Seit 1923 wurden zudem drei Dämme am Skagit gebaut, die vor allem Strom für die Großstadt Seattle liefern.

### Der Kampf um Anerkennung und Landrechte
Seit 1887 verfolgte die Regierung ein Programm zur Privatisierung und Individualisierung des kollektiven Landbesitzes (Dawes Act), das eine völlige Anpassung an den amerikanischen Lebensstil und die vorherrschende Kultur bewirken sollte. Erst 1934 wurde diese Politik der forcierten Assimilation beendet, indem der Stamm unter dem Indian Reorganization Act eine eigene Verwaltungsstruktur erhielt. Dies war aber erst möglich, nachdem die Upper Skagit unter Berufung auf eine Kompensationszahlung aus dem Jahr 1913 für aufgegebenes Land (einen Friedhof) ihre Anerkennung als Stamm durchsetzen konnten.
Im Januar 1951 reichte der Stamm Klage auf eine höhere Entschädigung für das an die USA abgetretene Land ein, weil sie die frühere als viel zu niedrig empfanden. Am 23. September 1968 wurde ein endgültiges Urteil gefällt, das dem Stamm 385.471,42 Dollar zusprach. 1958 änderte der Stamm seinen Namen von Skagit Tribe of Indians in Upper Skagit Tribe of Indians.
1974 wurden den Upper Skagit durch das Boldt-Urteil ihre vertraglichen Fischereirechte zuerkannt – was den damals noch nicht anerkannten Stämmen der Samish, Duwamish, Snohomish und Steilacoom noch nicht gelang. Die Upper Skagit unterstehen seither eigenen Stammesgesetzen und einer Verfassung, die am 4. Dezember 1974 angenommen wurde. Sie werden seitdem von einem siebenköpfigen gewählten Stammesrat regiert. Die Ratsmitglieder haben eine gestaffelte dreijährige Amtszeit.
Zusammen mit den Swinomish und den Sauk-Suiattle verwalten die Upper Skagit seit 1976 das Skagit-Gebiet im Rahmen der Skagit System Cooperative.
Der Stamm besitzt Treuhandland im Skagit County, das er mit den Sauk-Suiattle teilt. Seit der Privatisierung des kollektiven Landbesitzes Ende des 19. Jahrhunderts wohnen Stammesmitglieder auch auf öffentlich zugeteiltem Land, das aus zahllosen verstreuten individuellen Grundstücken besteht. Am 10. September 1981 bekamen die Upper Skagit für 99 Acre (400.653 m²) Land den Reservatsstatus zuerkannt. Heute besitzt der Stamm ungefähr 600 Acre (ca. 2,43 km²) Land, darunter 74 Acre an der Helmick Road (1981 erworben, östlich von Sedro-Woolley) und 25 Acre in Bow Hill North am ehemaligen Hauptsitz des Stammes in Burlington. 1984 zählte man 223 Upper Skagit.

## Aktuelle Situation

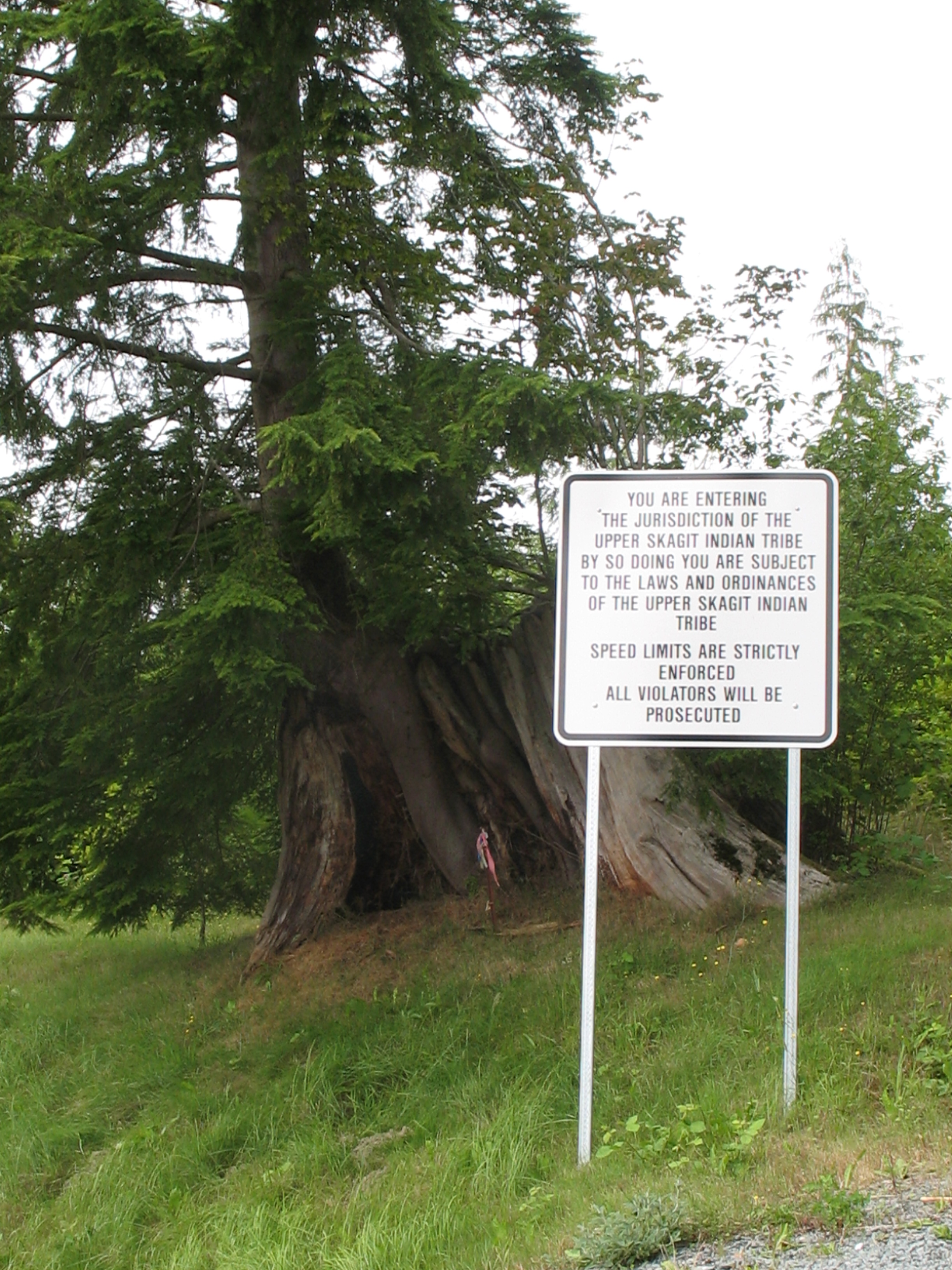
Schild an der Straße zum Reservat mit Hinweisen auf Hoheitsrechte, sinngemäß: „Sie betreten das Rechtsgebiet des Upper Skagit Indian Tribe - Indem Sie dies tun unterliegen Sie den Gesetzen und Anordnungen des Stammes der Upper Skagit …“, fotografiert 2008

Die Upper Skagit Reservation umfasst Land östlich von Sedro-Woolley in den Vorbergen der Kaskadenkette. Ein zusätzliches nicht erschlossenes Industriegebiet liegt an der Interstate 5 bei der Stadt Alger. 2000 gab es genau 504 eingeschriebene Stammesmitglieder. Die indianische Bevölkerung in oder in der Nähe des Reservats betrug 457 Personen. Als Upper Skagit bzw. Reservatsbewohner galten 238 Menschen.
Der Stamm unterhält ein Stammesbüro bei den 50 HUD-Häusern des Department of Housing and Urban Development (Ministerium für Hausbau und Stadtentwicklung), von denen 45 kostenlos sind und 5 vermietet werden. 26 Miethäuser wurden 1999 fertiggestellt. 2004 erhielt der Stamm 1.369.611 Dollar, um im Rahmen des sozialen Wohnungsbaus weitere Wohnbauten zu errichten.
Der größte Teil der Einkünfte stammt aus dem 1995 eröffneten Kasino, dem Skagit Valley Casino Resort. 2001 wurde ein 103-Betten-Hotel angeschlossen. Insgesamt beschäftigt der Stamm 370 Mitarbeiter, davon 250 im Kasino und 80 in der Verwaltung. Dazu kommt das Timberland Services Program, in dem Brennholz kommerziell geschlagen und verkauft wird, das aber auch für Wiederaufforstung und für den Brandschutz verantwortlich ist.
In Zusammenarbeit mit dem Northwest Indian College-Programm können Schulklassen des Stammes über Satellit erreicht werden. Ein Vorschulunterricht wird ebenfalls angeboten. Stammesmitglieder können außerdem die allgemeinmedizinische Versorgung und die Zahnklinik der Swinomish-Upper Skagit nutzen, die in der Swinomish-Reservation liegt.